# Dark Waters (film, 2019)
Pour les articles homonymes, voir Dark Water.
Pour plus de détails, voir Fiche technique et Distribution.
Dark Waters est un film de procès dramatique américain réalisé par Todd Haynes, sorti en 2019. Il traite de l'histoire vraie de l'avocat Robert Bilott qui a dénoncé les pratiques toxiques de l'entreprise chimique DuPont.

## Synopsis
En 1999, Robert Bilott est avocat à Cincinnati au sein de l'influent cabinet Taft, Stettinius & Hollister, spécialisé dans la défense des entreprises de l'industrie chimique. Wilbur Tennant, un éleveur de Parkersburg en Virginie-Occidentale, prend alors contact avec lui.

Logo de DuPont.

Cet éleveur, qui connaît la grand-mère de Robert, l'implore de l'aider : son troupeau de vaches a été décimé et les animaux encore en vie présentent de lourdes séquelles. Son exploitation est située juste à côté du site Dry Run, appartenant à l'entreprise de produits chimiques DuPont. D'abord réticent, Robert Bilott accepte l'affaire, contre l'avis de quasiment tous ses proches. Il va peu à peu découvrir que toute la population locale est touchée. En effet, l’eau est polluée, notamment par la présence d'acide perfluorooctanoïque (PFOA) utilisé pour des produits de la marque Téflon. Durant plusieurs années, il va tout tenter, quitte à mettre de côté sa carrière et sa famille.

## Fiche technique
Sauf indication contraire, les informations mentionnées dans cette section peuvent être confirmées par la base de données cinématographiques IMDb,  présente dans la section « Liens externes ».
- Titre original, français et québécois : Dark Waters
- Titre de travail : Dry Run
- Réalisation : Todd Haynes
- Scénario : Matthew Michael Carnahan et Mario Correa, d'après l'article The Lawyer Who Became DuPont's Worst Nightmare de Nathaniel Rich
- Montage : Affonso Gonçalves
- Musique : Marcelo Zarvos (en)
- Photographie : Edward Lachman
- Production : Pamela Koffler, Mark Ruffalo, Jeff Skoll et Christine Vachon
  - Production déléguée : Jonathan King
- Sociétés de production : Killer Films et Participant Media
- Sociétés de distribution : Focus Features (États-Unis), Le Pacte (France)
- Pays d'origine :  États-Unis
- Langue originale : anglais
- Format : couleur
- Genre : drame juridique, biopic
- Budget : n/a
- Durée : 126 minutes
- Dates de sortie :
  - États-Unis : 22 novembre 2019
  - Belgique : 19 février 2020
  - France : 26 février 2020
- Classification :
  -  États-Unis : PG-13[1]

## Distribution
- Mark Ruffalo (VF : Félicien Juttner ; VQ : Sylvain Hétu) : Robert Bilott
- Anne Hathaway (VF : Ludmila Ruoso ; VQ : Geneviève Désilets) : Sarah Bilott
- Tim Robbins (VF : Jean-Philippe Puymartin ; VQ : Benoît Rousseau) : Tom Terp
- Bill Pullman (VF : Daniel Kenigsberg ; VQ : Marc Bellier) : Harry Deitzler
- Bill Camp (VF : Jean-Claude Leguay ; VQ : Guy Nadon) : Wilbur Tennant
- Victor Garber (VF : Didier Flamand ; VQ : Jacques Lavallée) : Phil Donnelly
- Mare Winningham : Darlene Kiger
- William Jackson Harper (VF : Jean-Baptiste Anoumon) : James Ross
- Louisa Krause : Karla Pfeiffer
- Elizabeth Marvel : Dr Karen Frank

Version française dirigée par Hervé Icovic (assisté d'Ouahiba Djema) au studio Deluxe, d'après une adaptation des dialogues d'Isabelle Audinot. Informations prélevées du carton du doublage français.
 Source et légende : version française (VF) sur RS Doublage et AlloDoublage ; version québécoise (VQ) sur DoublageQC

## Production

### Genèse et développement
Le scénario est inspiré de l'article de Nathaniel Rich paru dans The New York Times Magazine. C'est l'acteur Mark Ruffalo et Participant Media qui développent le projet et le proposent au réalisateur Todd Haynes en 2018. Ce dernier raconte notamment : 

« Ce matériau allait se révéler complexe à fictionnaliser… En attendant, il pointait du doigt les innombrables pratiques malhonnêtes de grandes entreprises qui enfreignaient la loi depuis quelques années – et continuaient de le faire. Des pratiques qui restent d'une terrible actualité sociale et politique. Si l’on songe aussitôt à plusieurs réalisateurs talentueux pour porter ce projet à l'écran, Mark avait pensé à moi sans que je puisse m'expliquer pourquoi. »

Le film est initialement développé sous le titre de Dry Run, le lieu de dépollution de DuPont à Parkersburg.

### Attribution des rôles
Mark Ruffalo, également producteur du film, tient le rôle principal de l'avocat Robert Bilott. Ironiquement, Mark Ruffalo incarnait dans le film Foxcatcher (2014) le lutteur Dave Schultz qui a été assassiné en 1996 par John Eleuthère du Pont, héritier de la famille du Pont de Nemours liée à l'entreprise DuPont,.
En janvier 2019, Anne Hathaway, Tim Robbins, Bill Camp, Victor Garber, Mare Winningham, William Jackson Harper et Bill Pullman rejoignent la distribution.
Des comédiens non professionnels ont été recrutés en Virginie-Occidentale, et certaines personnes réellement touchées par le scandale apparaissent dans le film, comme Robert Bilott en personne, et William « Bucky » Bailey, né avec des malformations dues aux agissements de DuPont.

### Tournage
Le tournage débute le 14 janvier 2019 à Cincinnati dans l'Ohio,. Le réalisateur Todd Haynes a voulu privilégier le tournage en décors réels et naturels, parfois même sur les véritables lieux concernés par l'affaire, comme à Cincinnati et en Virginie-Occidentale. Il explique notamment : « nous avons eu recours à une approche quasi-documentaire pour créer une unité entre les lieux de tournage, très contrastés, et souligner leur interdépendance ». Plusieurs scènes sont donc tournées dans les véritables bureaux du cabinet d'avocats Taft Stettinius & Hollister, dans le quartier d'affaires de Cincinnati, comme le bureau de Tom Terp, la salle de conférence, l'accueil, la salle de repos et ou encore certains couloirs.

## Accueil

### Critique
Le film reçoit des critiques globalement positives aux États-Unis. Sur l'agrégateur américain Rotten Tomatoes, il récolte 89 % d'opinions favorables pour 160 critiques et une note moyenne de 7,29⁄10. Sur Metacritic, il obtient une note moyenne de 72⁄100 pour 35 critiques.
En France, le site Allociné recense une moyenne des critiques presse de 4⁄5.
Pour Télérama le film est une grande réussite : « Un réquisitoire subtil et haletant. »
Pour Le Nouvel Observateur, « [situé] quelque part entre le polar et le drame social, ce film, réalisé par Todd Haynes, vient juste à point, au moment où Trump flingue toutes les normes environnementales mises en place par Obama[non neutre]. C’est d’autant plus passionnant que Mark Ruffalo, qui joue le rôle principal, est aussi le producteur du film. »

### Box-office
| Pays ou région    | Box-office      | Date d'arrêt du box-office | Nombre de semaines |
| ----------------- | --------------- | -------------------------- | ------------------ |
| États-Unis Canada | 11 136 084 $    | 16 janvier 2020            | 8                  |
| France            | 301 730 entrées | 25 août 2020               | 13                 |
| Total mondial     | 23 108 017 $    | -                          | -                  |

## Distinctions

### Nominations
- Satellite Awards 2020 : catégories meilleur acteur dans un film dramatique pour Mark Ruffalo et meilleur scénario adapté[20]
- César 2021 : Meilleur film étranger[21]